# بن ایستمن

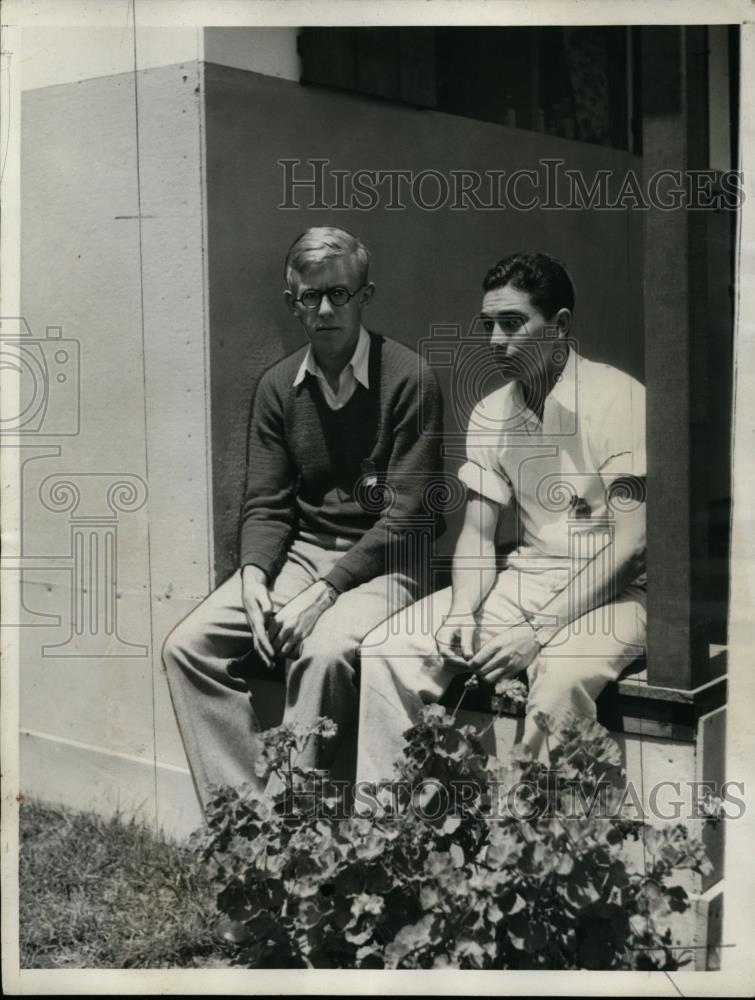
بن ایستمن (عینکی) - ۱۹۳۲

بن ایستمن (انگلیسی: Ben Eastman; ۱۹ ژوئیهٔ ۱۹۱۱ – ۶ اکتبر ۲۰۰۲) ورزشکار دو و میدانی اهل ایالات متحده آمریکا بود.